# Spinne am Morgen
Das Sprichwort Spinne am Morgen bringt Kummer und Sorgen, spinne am Abend erquickend und labend bezieht sich nicht, wie meist irrtümlich angenommen, auf die Spinnen, mit denen die Menschen teilweise ihr Zuhause teilen, sondern auf die schöpferische Tätigkeit des Spinnens. Die Vermutung, dass also eine des Morgens gesehene Spinne Unglück bringe, ist reiner Aberglaube und geht auf eine Fehlinterpretation zurück.

## Vollständiges Sprichwort und Erklärung
Spinne am Morgen

bringt Kummer und Sorgen.

Spinne am Mittag

bringt Glück am dritten Tag.

Spinne am Nachmittag

bringt Glück am andern Tag.

Spinne am Abend

erquickend und labend.
Wer in der Zeit der häuslichen Arbeit am Spinnrad nur am Abend spann, verdiente sich damit ein gutes Zubrot, und das war labend (= ernährend). Frauen, die jedoch bereits am Morgen, also im Hauptberuf, mit dem Spinnen ihren Lebensunterhalt verdienen mussten, galten als von Armut bedroht und wurden dadurch von Kummer und Sorgen, also Existenzängsten, geplagt. Wirtschaftlich gesicherte Frauen übten diese Tätigkeit oft abends als Zeitvertreib und in geselliger Runde aus.